# Amp Fiddler
Amp Fiddler (Detroit (Michigan), 17 mei 1958 – aldaar, 18 december 2023) was een Amerikaanse keyboardspeler, zanger, liedjesschrijver en producer uit Detroit, Michigan. Hij heeft onder anderen samengewerkt met The Brand New Heavies, Ramsey Lewis, George Clinton, P-funk, The Dramatics, Primal Scream, Was (Not Was), Seal, Maxwell, Corinne Bailey Rae en Charles & Eddie.

## Loopbaan
Amp Fiddler koos in het laatste jaar van de Highschool om naar de muziekuniversiteit te gaan. Hij leerde keyboard spelen op de Oakland University en de Wayne State University in Detroit. Na de universiteit ging Fiddler toeren met de band Enchantment. Aan het einde van de toer zat hij veel in de studio om liedjes te schrijven en op te nemen. Zijn toenmalige vriendin nam de demo's mee naar de studio van Clinton en Clinton nodigde Fiddler uit om bij de band P-funk te komen spelen.
Nadat Fiddler in 1990 de band van Clinton had verlaten bracht Amp Fiddler samen met zijn broer Thomas "Bubz" Fiddler (die ook lid was van P-funk als bass speler) de cd With Respect uit. In 2002 bracht Fiddler een 12" uit met de naam Basementality. Daarna kwam de cd-single Love and War uit. Niet veel later in 2004 kwam de cd Waltz of a Ghetto Fly uit. De volgende cd met de titel Afro Stut kwam in 2006 alleen in Europa uit. In 2007 werd deze laatste cd in de Verenigde Staten uitgebracht. De laatste cd kwam in 2008 uit: Inspiration Information, Vol. 1. Deze cd heeft hij samen met Sly and Robbie gemaakt en is uitgegeven op zijn eigen muzieklabel: Strut label.
De enige single die in Nederland opgemerkt werd was Right Where You Are en kwam van de gelijknamige ep. De ep bevat 14 remixen van Right Where You Are. Hij produceerde veel voor anderen.
Fiddler overleed op 65-jarige leeftijd op 18 december 2023.

## Trivia
- Fiddler heeft in samenwerking met George Clinton een nummer meegespeeld op de cd Graffiti Bridge van Prince.
- Fiddler heeft in 2004 op het North Sea Jazz Festival gespeeld.
- Fiddlers zoon, Dorian Fiddler, bekend als beginnend hiphopartiest (hoewel hij ook drums en trompet speelde), stierf in Detroit in 2009 door diabetes op 19-jarige leeftijd. Hij zat op de Detroit’s School of the Arts en in januari 2009 speelde hij nog samen met zijn vader een concert in de Ford Auto Show in Detroit.